# За (буква армянского алфавита)
Զ, զ (арм. զաо файле, за) — шестая буква армянского алфавита. Создал Месроп Маштоц в 405—406 годах. Возможно, буква за названием и начертанием родственна греческому "зета" и финикийскому зайин.

## Использование
И в восточноармянском, и в западноармянском языках [z]. Числовое значение в армянской системе счисления — 6.
Использовалась в курдском алфавите на основе армянского письма (1921—1928) для обозначения звука [z].
Во всех системах романизации армянского письма передаётся как z. В восточноармянском шрифте Брайля букве соответствует символ ⠮ (U+282E), а в западноармянском — ⠵ (U+2835).

## Кодировка
И заглавная, и строчная формы буквы за включены в стандарт Юникод начиная с версии 1.0.0 в блоке «Армянское письмо» (англ. Armenian) под шестнадцатеричными кодами U+0536 и U+0566 соответственно.

## Галерея

Округлый еркатагир
Прямолинейный еркатагир
Болоргир
Нотргир
Шхагир
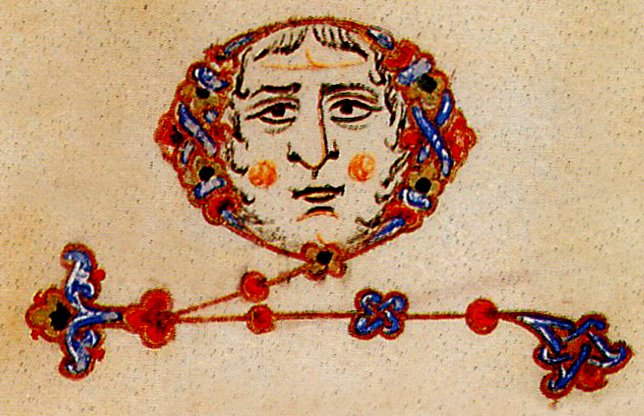
Буква «За» на рукописи 1197 года